# مركز قطر الوطني للمؤتمرات
مركز قطر الوطني للمؤتمرات يقع في غرافة الريان على طريق دخان السريع في الدوحة، قطر. مركز المؤتمرات هو عضو في مؤسسة قطر للتربية والعلوم وتنمية المجتمع ويقع في حرم مؤسسة قطر 50,000 فدان إلى جانب مركز السدرة للطب والبحوث وحديقة قطر للعلوم والتكنولوجيا وكلية طب وايل كورنيل (قطر) وجامعة تكساس إيه أند إم في قطر وجامعة جورجتاون (قطر) وغيرها.
تم افتتاح مركز قطر الوطني للمؤتمرات رسميا في 4 ديسمبر 2011. كان هذا هو الأول من نوعه الذي تم بناؤه لمعيار شهادة الذهب من مجلس الولايات المتحدة للمباني الخضراء في مجال الطاقة والتصميم البيئي. تم تصميم المبنى من قبل أراتا إيزوزاكي بالشراكة مع رول أرتشيتكتس وتم تصميم المبنى ليعمل بكفاءة مع الابتكارات مثل الحفاظ على المياه والمعدات الموفرة للطاقة وهو ما يقرب من 32 في المئة أكثر كفاءة مقارنة مع مبنى مصمم مماثل التي تفتقر إلى هذه الابتكارات. واحدة من السمات هو 3500 متر مربع من الألواح الشمسية مما يوفر 12.5 في المئة من احتياجات المركز من الطاقة. تم تجهيز قاعات المعرض مع الإضاءة الموفرة للطاقة. أدرجت العديد من عناصر التصميم التكاملية الأخرى في المبنى لتحقيق أعلى مستوى من المعايير البيئية والمستدامة. يضم مركز قطر الوطني للمؤتمرات قاعة مؤتمرات تبلغ مساحتها 4000 مقعد ومسرح يضم 2300 مقعد وثلاثة محاضرات وما مجموعه 52 قاعة اجتماعات مرنة لاستيعاب مجموعة واسعة من الأحداث. كما يضم 40,000 متر مربع من مساحة المعرض على تسع قاعات وهو قابل للتكيف ل 10,000 مقعد لمؤتمر أو مأدبة. عقدت العديد من الحفلات الموسيقية في الماضي وتشمل بعض الشخصيات البارزة ذا سكرايبت وإد شيران وون ريبوبليك.
في عام 2013 فاز مركز قطر الوطني للمؤتمرات بجائزة "أفضل مكان للأحداث" في حفل جوائز الشرق الأوسط لعام 2013. تلقى المركز "مركزا رائدا للمعارض والمؤتمرات في الشرق الأوسط" من جوائز وورد ترافيل "أفضل مركز للمؤتمرات والمؤتمرات في الشرق الأوسط" من جوائز السفر في أماكن الأعمال (جائزة فانيتي) و"أفضل مركز للمؤتمرات في "الشرق الأوسط" من قبل جوائز المهرجان في عام 2012.